# Танни, Джон
Джон Варик Танни (англ. John Varick Tunney; 26 июня 1934, Нью-Йорк — 12 января 2018, Санта-Моника, Калифорния) — американский политик, сенатор США от Калифорнии (1971—1977), член Палаты представителей США от 38-го избирательного округа штата Калифорния (1965—1971).

## Биография
Джон Танни родился в Нью-Йорке 26 июня 1934 года. Его отец — Джин Танни,  боксёр-профессионал, чемпион мира в тяжёлом весе в 1926—1928 годах, а мать — Полли Лаудер Танни, «светская львица». Родители Джона поженились в 1928 году; кроме Джона, у них было ещё двое сыновей и одна дочь. Свои ранние годы Джон провёл на семейной ферме в Коннектикуте.
Поступив в Йельский университет, Танни изучал там антропологию, и он окончил его в 1956 году. После этого, в 1957 году, он обучался в Академии международного права в Гааге (Нидерланды). В 1959 году Танни окончил школу права Виргинского университета в Шарлотсвилле. Во время обучения в Виргинии он познакомился и подружился с будущим сенатором Эдвардом Кеннеди, вместе с которым они в течение двух лет снимали дом рядом с университетским кампусом, а летом 1958 года в Массачусетсе участвовали в кампании по повторным выборам в Сенат США Джона Кеннеди (брата Эдварда), будущего президента США.
После окончания школы права Джон Танни в течение полутора лет работал в нью-йоркской юридической фирме Cahill, Gordon, Reindel & Ohl. Затем Танни перешёл в Военно-воздушные силы США и работал адвокатом на авиабазе Марч, расположенной в окрестностях Риверсайда (штат Калифорния). Он также вёл занятия по корпоративному праву в Калифорнийском университете в Риверсайде.
В 1964 году Танни участвовал в выборах члена Палаты представителей США от 38-го избирательного округа штата Калифорния. Хотя сначала мало кто верил в его успех, ему удалось победить с преимуществом в примерно 10 тысяч голосов республиканца Патрика Мартина, переизбиравшегося на этот пост. Во время выборной кампании Танни поддерживали два бывших боксёра-тяжеловеса — его отец и Джек Демпси, а также его друг Эдвард Кеннеди, ставший к тому времени сенатором США от штата Массачусетс. Срок работы Танни в Палате представителей США начался в январе 1965 года. После этого он был дважды — в 1966 и 1968 годах — переизбран на этот пост, так что общий срок его работы составил шесть дет, до января 1971 года.
В 1970 году Джон Танни участвовал в выборах сенатора США от Калифорнии, на которых ему удалось победить действующего сенатора-республиканца Джорджа Мерфи. Срок работы в качестве сенатора начался в январе 1971 года, когда Танни было 36 лет — на тот момент, он был самым молодым из всех сенаторов США (англ. Baby of the Senate). За время своей работы в Сенате Танни был довольно активен и участвовал в разработке более 30 законопроектов, среди которых были реформа закона о конкуренции, закон о контроле шума и другие. На следующих выборах сенатора от Калифорнии, проходивших в 1976 году, Танни не удалось сохранить свой пост — он проиграл кандидату-республиканцу Сэмюэлу Ичье Хаякаве.
Джон Танни, которому на момент этого поражения было 42 года, с тех пор не участвовал в выборах на политические должности. Он вернулся в Калифорнию, где продолжил свои занятия юридической практикой. У него были дома в Лос-Анджелесе, Нью-Йорке и Айдахо. Он был женат на Мике Спренгерс (Mieke Sprengers), с которой у него было трое детей, но впоследствии этот брак распался. Затем Танни женился на Катинке Осборн (Kathinka Osborne), у них родилась дочь, а также было двое приёмных детей. Джон Танни скончался 12 января 2018 года от рака простаты.
В 1971 году на экраны вышел фильм «Кандидат» режиссёра Майкла Ритчи, повествующий о выборах в Калифорнии. Полагают, что сюжет фильма был связан с выборами 1970 года с участием Джона Танни, который в какой-то степени стал прототипом главного героя, роль которого сыграл Роберт Редфорд.